# Passaporto melitense
Il passaporto melitense è un documento di riconoscimento, rilasciato ai diplomatici del Sovrano Militare Ordine di Malta, necessario per effettuare missioni diplomatiche all'estero; esso può essere diplomatico o di servizio.
A partire dal 2005 l'ordine rilascia i passaporti biometrici.

## Caratteristiche generali
Il passaporto melitense è di colore rosso mahogany per la versione ordinaria mentre di colore nero per la versione di servizio, al centro della copertina riporta l'emblema dell'ordine, sopra lo stemma troviamo la scritta «ORDRE SOUVERAIN MILITAIRE DE MALTE» mentre in basso troviamo scritto «PASSEPORT DIPLOMATIQUE» o «PASSEPORT DE SERVICE» e compare anche il simbolo biometrico nell'estremità inferiore ().
Il passaporto diplomatico viene rilasciato esclusivamente al Gran Maestro, ai membri del Sovrano Consiglio, ai capi e ai membri delle Missioni Diplomatiche, ai Gran Priori, ai Presidenti delle sue Associazioni Nazionali e persone che ricoprono posizioni di rilievo all’interno del Gran Magistero dell’Ordine di Malta.
Il passaporto di servizio viene rilasciato al personale e ai funzionari umanitari dell’Ordine di Malta che operano in paesi a rischio e a personalità di alto livello incaricate di missioni speciali.
La durata del passaporto è legata alla durata del mandato pertanto la validità termina con la fine di esso.

### Informazioni di identità
Nel passaporto melitense le informazioni sull'identità del titolare si trovano a pagina 2 del documento e includono le seguenti informazioni in ordine di elencazione:
- foto
- tipo (P)
- codice paese (XOM)
- numero di passaporto
- cognome (1)
- nome (2)
- data di nascita (3)
- cittadinanza (4)
- data di rilascio (5)
- luogo di nascita (6)
- data di scadenza (7)
- sesso (8)
- statura (9)
- autorità (10)

In calce è presente una sezione leggibile elettronicamente.
Ulteriori informazioni relative all'identità si trovano a pagina 3, ovverosia:
- qualifica/titolo (11)
- firma del titolare (12)

### Requisiti per la fototessera biometrica
Le caratteristiche tecnico-qualitative che deve avere la foto per il passaporto italiano:
- Non deve avere riflessi di flash sul viso, e soprattutto non gli occhi rossi
- Il viso deve coprire il 70-80% della foto dalla base del mento alla fronte
- La messa a fuoco deve essere nitida
- La foto deve essere stampata su carta di alta qualità e ad alta definizione
- Il viso deve essere ben centrato nella macchina e quindi non di profilo
- La persona fotografata deve avere un’espressione neutra e tenere la bocca chiusa
- Gli occhi debbono essere aperti e ben visibili
- La foto deve avere uno sfondo neutro e con luce uniforme
- La foto deve essere fatta guardando direttamente la macchina
- Deve essere recente (non più di 6 mesi)
- La foto deve essere a colori
- Grandezza: 35×45 mm
- La foto deve mostrare la persona da sola, senza altri oggetti o persone sullo sfondo

### Aspetto e informazioni contenute

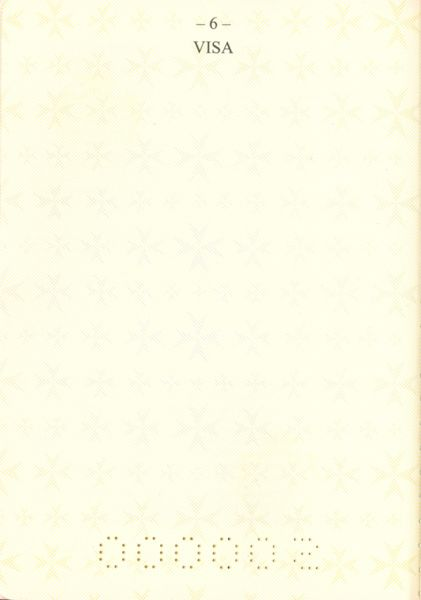
Un'immagine della pagina dedicata ai visti con la scritta "VISA".

Tutte le informazioni presenti appaiono in italiano, inglese e francese. Il numero di nota a fianco alla voce rimanda a pagina 4, dove ogni voce è tradotta in tutte le lingue dell'Unione europea.
La pagina 5 è dedicata all'autorità. Su di esse viene apposto il timbro e la firma dell'autorità che ha emesso il passaporto (solitamente il Gran Cancelliere del Sovrano Militare Ordine di Malta).
Le pagine dalla 6 alla 44 sono dedicate ai visti e ai timbri dei Paesi visitati. 
Tutte le pagine riportano una filigrana rappresentante lo stemma dell'ordine.

## Paesi che riconoscono il passaporto
I titolari di un passaporto melitense possono utilizzare il passaporto dell''ordine solo nei 113 paesi elencati che intrattengono rapporti con il governo dell'ordine.

Paesi che intrattengono relazioni diplomatiche con l'ordine
Missioni diplomatiche speciali
Paesi che intrattengono solo relazioni ufficiali e non diplomatiche con l'ordine
Paesi che intrattengono solo rapporti ambasciatoriali con l'ordine
Paesi che non intrattengono rapporti con l'ordine

     Paesi che intrattengono relazioni diplomatiche con l'ordine
     Missioni diplomatiche speciali
     Paesi che intrattengono solo relazioni ufficiali e non diplomatiche con l'ordine
     Paesi che intrattengono solo rapporti ambasciatoriali con l'ordine
     Paesi che non intrattengono rapporti con l'ordine

### Europa
| - Albania - Austria - Bielorussia - Bosnia ed Erzegovina - Bulgaria - Città del Vaticano (Non richiede il visto) - Cipro - Croazia - Estonia - Germania - Grecia - Italia (Non richiede il visto) - Lettonia - Liechtenstein - Lituania - Macedonia del Nord - Malta - Moldavia | - Monaco - Montenegro - Polonia - Portogallo - Rep. Ceca - Romania - San Marino - Serbia - Slovacchia - Slovenia - Spagna - Ucraina - Ungheria - Belgio (Relazioni solo ufficiali e non diplomatiche) - Lussemburgo (Relazioni solo ufficiali e non diplomatiche) - Svizzera (Relazioni solo ufficiali e non diplomatiche) - Francia (Relazioni solo ufficiali e non diplomatiche) |

### Africa
| - Angola - Benin - Burkina Faso - Camerun - Capo Verde - Rep. Centrafricana - Ciad - Comore - Rep. del Congo - RD del Congo - Costa d'Avorio - Egitto - Eritrea - Etiopia - Gabon - Gambia - Guinea - Guinea-Bissau - Guinea Equatoriale | - Kenya - Lesotho - Liberia - Madagascar - Mali - Marocco - Mauritania - Mauritius - Mozambico - Namibia - Niger - São Tomé e Príncipe - Senegal - Seychelles - Sierra Leone - Somalia - Sudan - Sudan del Sud - Togo |

### Americhe
| - Antigua e Barbuda - Argentina - Bahamas - Belize - Bolivia - Brasile - Cile - Colombia - Costa Rica - Cuba - Ecuador - El Salvador - Grenada - Guatemala | - Guyana - Haiti - Honduras - Nicaragua - Panama - Paraguay - Perù - Rep. Dominicana - Saint Lucia - Saint Vincent e Grenadine - Suriname - Uruguay - Venezuela - Canada (Relazioni solo ufficiali e non diplomatiche) |

### Asia
| - Afghanistan - Armenia - Cambogia - Filippine - Georgia - Giordania - Kazakistan | - Libano - Tagikistan - Thailandia - Timor Est - Turkmenistan - Palestina (Relazioni solo ambasciatoriali) |

### Oceania
| - Micronesia - Isole Marshall - Kiribati - Nauru |

### Missioni diplomatiche speciali (Passaporto di servizio)
| - Russia (Missione diplomatica speciale) - Comunità dell'Africa orientale (Rappresentante diplomatico speciale) - Nazioni Unite (Missione permanente di osservazione presso i vari enti) - Europa (Ambasciatore) - Unione africana (Delegazione diplomatica) - Consiglio di cooperazione del Golfo (Rappresentante diplomatico speciale) |

## Passaporto nel dettaglio
| Fronte passaporto | Pagina dati anagrafici | Tipo        | Rilasciati |
| ----------------- | ---------------------- | ----------- | ---------- |
| [ 49 ]            | [ 50 ]                 | Diplomatico | ~500       |
| [ 51 ]            | [ 52 ]                 | Di servizio | ~50        |